# Freddie Bell & The Bellboys
Freddie Bell and The Bellboys est un groupe multi-instrumentiste (trombone, basse, batterie) dont le format musical tourne autour du rhythm and blues, du rock 'n' roll et même du rockabilly. Le chanteur du groupe, Fernando Domenico Bello est né le 29 septembre 1931 à Philadelphie (Pennsylvanie) de parents italiens, et mort à Las Vegas des suites d'un cancer le 10 février 2008.

## Carrière
Fernando Domenico Bello est à l'origine des Bell Boys (1952) formés par Jack Kane (saxophone), Frankie Brent (basse-guitare), Russ Conti (piano, Chick Keeney (trompette) et Jerry Mayo (trompette). Ils ont été l'un des premiers groupes blancs à jouer du R&B. Sous contrat avec Teen (1955), ils reprennent Hound Dog de Leiber & Stoller pour Big Mama Thornton. Lors de son passage à Las Vegas, Elvis Presley entend cette version en direct. Séduit il adopte l'enregistrement.
Engagé par la suite par Mercury, le groupe réalise un album devenu mythique Rock And Roll All Flavors. Les Bell Boys se produisent dans le film Rock Around The Clock (leur style étant proche des Comets) et en 1956 dans Rumble On The Docks, puis en 1964 dans Get Yourself A College Girl avec les Animals. En 1957, ils sont l'un des rares groupes américains à se produire au Royaume-Uni. Le plus grand succès de Freddie Bell reste Giddy Up A Ding Dong. Cette version n'a pas été franchement un succès aux États-Unis, mais était populaire en Australie, en France, et au Royaume-Uni où ils se placeront même no 4 dans le Hit Parade. La version française, Vas-Y Donc par Peb Roc et ses Rocking Boys, reste proche de la version originale.
Freddie Bell & The Bellboys travailleront aussi aux côtés de Bobby Vee et Little Anthony. En 1964, il apparaît dans le film Get Yourself A College Girl avec des groupes comme le Dave Clark Five et The Animals. Malgré les tournées internationales, Freddie Bell & The Bellboys ne sont pas parvenus à s'imposer aux États-Unis où ils n'avaient aucun hit. Ils se produiront pendant plusieurs années à Las Vegas, où grâce à leur spectacle il se feront une petite renommée.